# 카스텔루브랑쿠현
카스텔루브랑쿠현(포르투갈어: Distrito de Castelo Branco 디스트리투 드 카스텔루브랑쿠[*], IPA: [kɐʃˈtɛlu ˈβɾɐ̃ku])은 포르투갈 센트루 지방에 위치한 포르투갈의 현이다. 현도는 카스텔루브랑쿠 시다.

## 자치단체
카스텔루브랑쿠 현은 12개 자치단체로 이뤄져 있다.
- 벨몬트 (Belmonte)
- 카스텔루브랑쿠 (Castelo Branco)
- 코빌량 (Covilhã)
- 푼당 (Fundão)
- 이다냐아노바 (Idanha-a-Nova)
- 올레이루스 (Oleiros)
- 페나마코르 (Penamacor)
- 브로엔사아노바 (Proença-a-Nova)
- 세르탕 (Sertã)
- 빌라드헤이 (Vila de Rei)
- 빌라벨랴드호당 (Vila Velha de Ródão)